# 卡克迪希
卡克迪希（Kakdihi），是印度西孟加拉邦Medinipur县的一个城镇。总人口4879（2001年）。

## 人口
该地2001年总人口4879人，其中男性2531人，女性2348人；0—6岁人口530人，其中男265人，女265人；识字率75.63%，其中男性为82.77%，女性为67.93%。